# Komjáti-Wanyerka Gyula
Komjáti-Wanyerka Gyula, névváltozata: Komjáti Wanyerka Gyula, 1928-ig Vanyerka Gyula (Komját, 1894. július 2. – Budapest, 1958. november 3.) magyar grafikus, festő, tanár.

## Életpályája
Vanyerka Károly és Schnirer Emília fiaként született. A budapesti Képzőművészeti Főiskolán Olgyai Viktornál tanult. Az első világháborúban fogságba esett; a sipotei fogolytáborról készített grafikái és rézkarcai révén vált ismertté. 1926-ban Ernst-díjat és Zichy-díjat nyert. 1927–1929 között állami ösztöndíjjal hosszabb időt Londonban töltött. A második világháborút is rajzokon örökítette meg. 1953-tól a budapesti Képző- és Iparművészeti Gimnázium tanára volt.
Házastársa Novák Ilona volt, akit 1923. február 28-án Budapesten vett feleségül. Időnként Brogyánban vendégeskedett az Oldenburg családnál.

## Egyéni kiállításai
- Fővárosi Képtár (1954)
- Csók Galéria (1956)

## Művei közgyűjteményekben
Művei a londoni British Museumban és a Viktoria and Albert Museumban, valamint a Magyar Nemzeti Galéria gyűjteményében találhatók.

## Díjai, elismerései
- Ernst-díj (1926)
- Zichy-díj (1926)